# Halle de Villeréal
La Halle de Villeréal est située  au bourg de Villeréal, en Lot-et-Garonne.

## Historique
La bastide a été fondée par Alphonse de Poitiers en 1267. Le traité d'Amiens a rendu l'Agenais au roi d'Angleterre Édouard Ier en 1279. La première charte des coutumes a été donnée à Villeréal le 20 avril 1288 où il est précisé que le marché doit se tenir le samedi. La première halle a été construite vers 1305. 
La tradition locale raconte que les poteaux en chêne de la halle, en provenance de la forêt de Montlabour, ont été trempés dans le Dropt durant près de trente ans pour les rendre imputrescibles.
Les analyses dendrochronologiques faites en 2002 ont montré que la halle a été reconstruite au début du XVIe siècle en réutilisant des matériaux provenant de la halle antérieure datant du XIVe siècle et du XVe siècle.
La halle a été classée au titre des monuments historiques le 12 juillet 2007.

## Description
La halle se trouve au centre d'une place qui sert de centre de commerce de la bastide. Les bâtiments autour comportent des cornières permettant de circuler à couvert.
La halle est un bâtiment carré de 30 m de côté avec un étage. La structure est portée des poteaux disposés en plan suivant trois carrés concentriques contreventés. 
Le carré central est tenu par une enrayure. Les poteaux disposés sur le carré intermédiaire supportent les murs de l'étage de l'ancienne salle de réunion des jurades où étaient discutées les décisions sur la gestion de la bastide et la justice. Les murs de la salle sont faits en pans de bois et torchis percés de fenêtres.
Autrefois, la halle était surmontée d'un campanile qui a été supprimé dans les années 1960

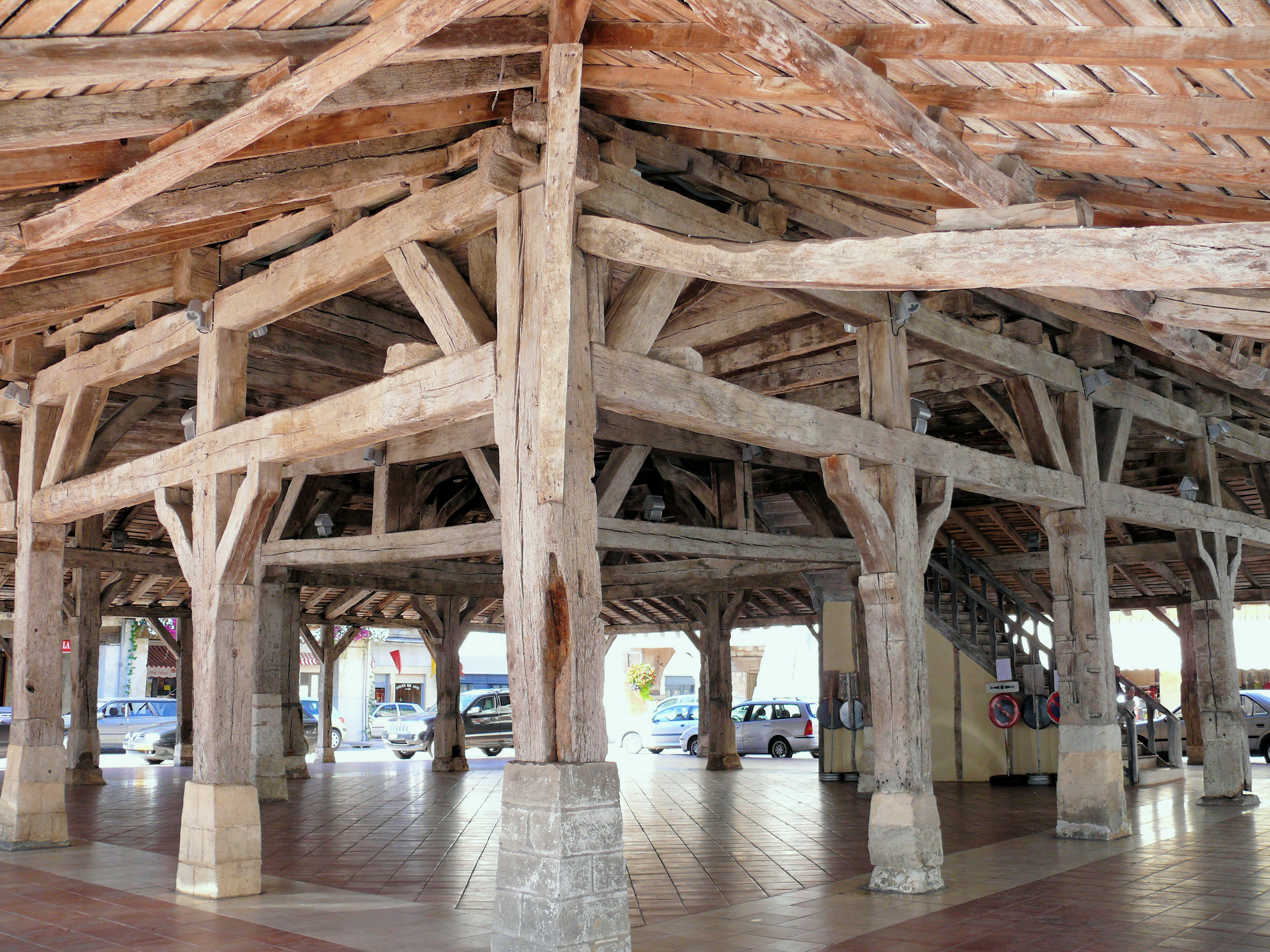
Disposition des poteaux des deux premières structures
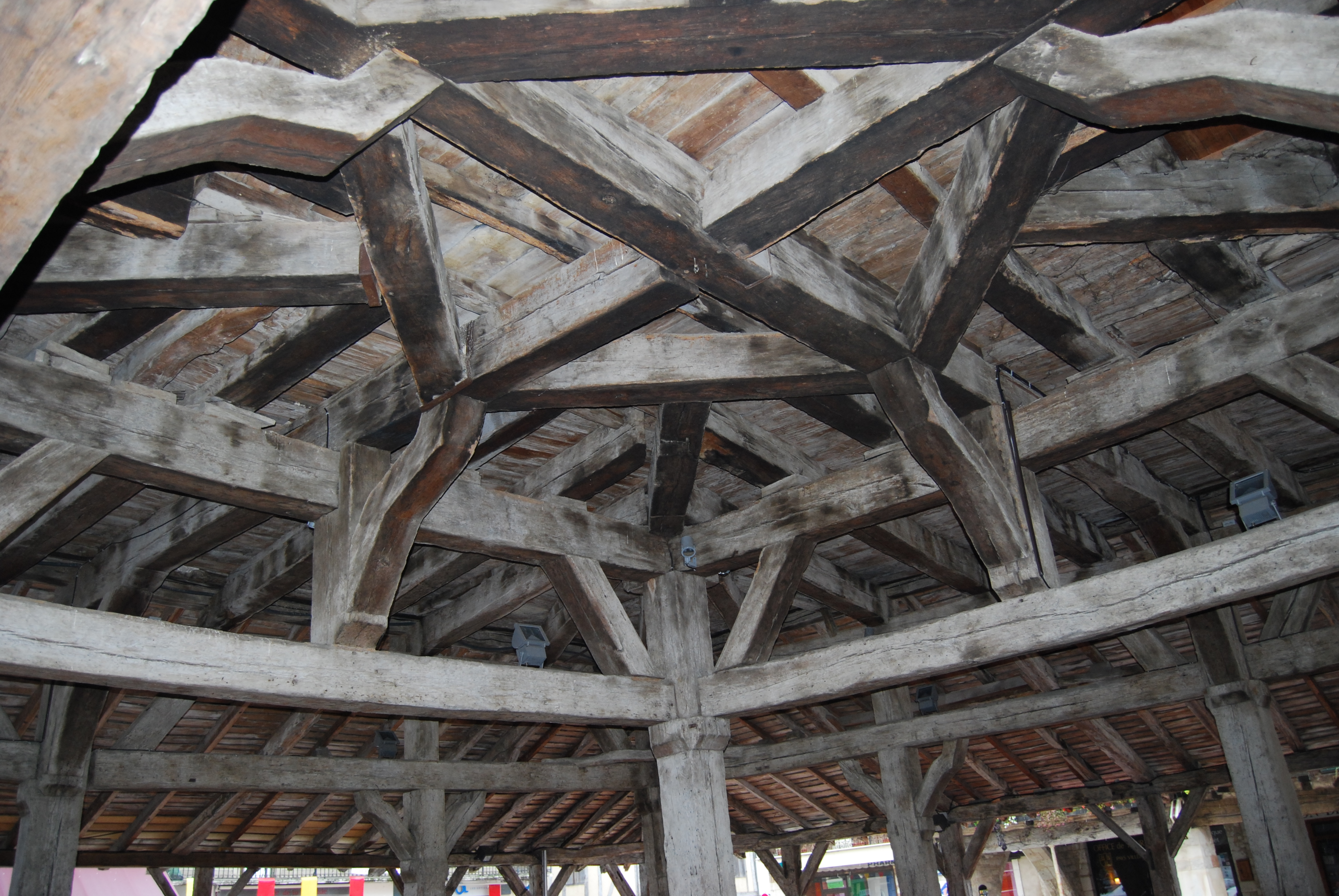
Enrayure de la structure centrale
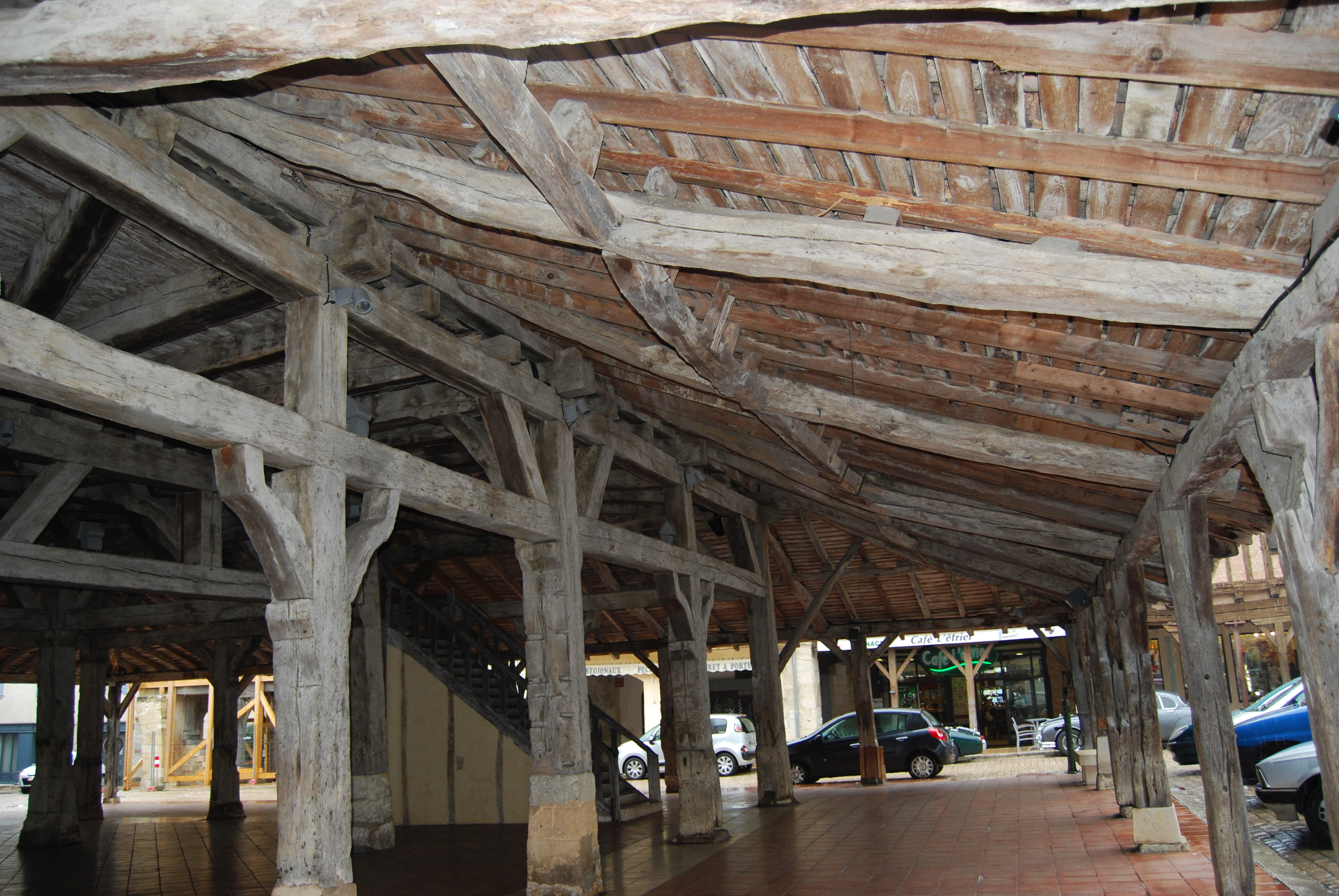
Les poteaux disposés suivant trois carrés concentriques et toiture
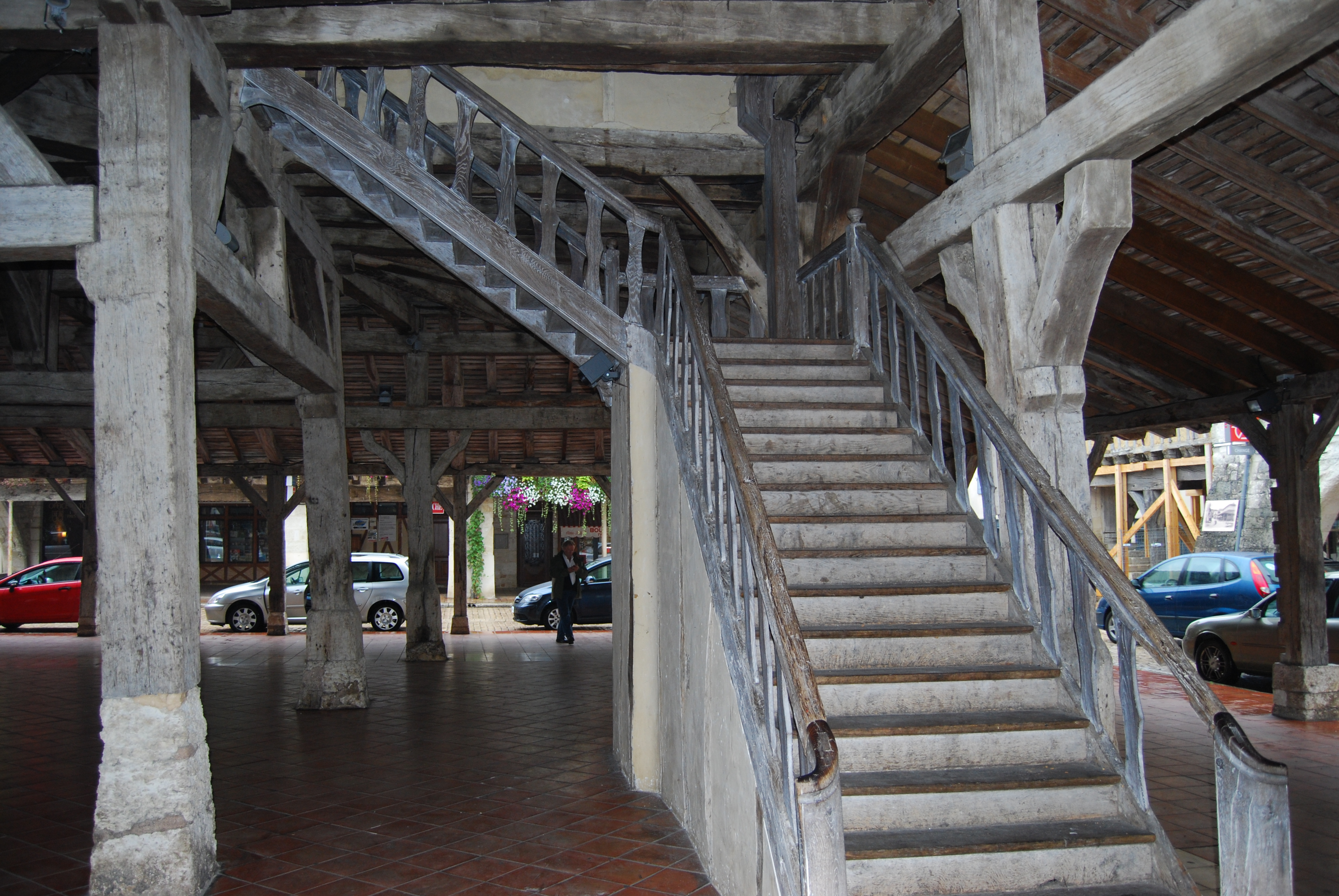
Escalier donnant accès à la salle à l'étage